# シャウト (ティアーズ・フォー・フィアーズのアルバム)
『シャウト』（Songs from the Big Chair）は、ティアーズ・フォー・フィアーズが1985年に発表したセカンド・アルバム。日本語タイトルは、本作の1曲目のタイトルを使用。原題の直訳は「大きな椅子からの歌集」。

## 解説
本国イギリスでは、デビュー・アルバム『ザ・ハーティング』（1983年）に続く1位獲得はならなかったが、29週連続でトップ10以内にランク・インするほどのロング・セラーとなった。アメリカのBillboard 200ではバンドにとって初の1位を獲得。本作からは「マザーズ・トーク」（全英14位・全米27位）、「シャウト」（全英4位・全米1位）、「ルール・ザ・ワールド」（全英2位・全米1位）、「ヘッド・オーヴァー・ヒールズ」（全英12位・全米3位）といったシングル・ヒットが生まれた。しかし、本作に伴うワールド・ツアーを最後にマニー・エリアスが脱退。
1999年発売のリマスターCDは、シングルB面曲やリミックスを含む7曲をボーナス・トラックとして追加収録。
2014年、翌年の発売30周年を記念してCD4枚（オリジナル・アルバム&B面曲集、シングル・エディット集、リミックス集、ラジオ・セッション&ライブ&デモ音源集）& DVD2枚（スティーヴン・ウィルソンのリマスタリングによるオリジナル・アルバムの5.1チャンネル・サラウンドDVD-Audio、既発の映像作品『シーンズ・フロム・ザ・ビッグ・チェア』＋PV&TV出演映像集のDVD-Video）をパッケージしたボックスセット『Songs From The Big Chair: Super Deluxe Edition』をリリースしている。

## 収録曲
1. シャウト - "Shout" (Roland Orzabal, Ian Stanley) - 6:33
2. ザ・ワーキング・アワー - "The Working Hour" (R. Orzabal, I. Stanley, Manny Elias) - 6:31
3. ルール・ザ・ワールド -  "Everybody Wants to Rule the World" (R. Orzabal, I. Stanley, Chris Hughes) - 4:11
4. マザーズ・トーク - "Mothers Talk" (R. Orzabal, I. Stanley) - 5:06
5. アイ・ビリーヴ - "I Believe" (R. Orzabal) - 4:54
6. ブロークン - "Broken" (R. Orzabal) - 2:38
7. ヘッド・オーヴァー・ヒールズ～ブロークン (ライヴ・ヴァージョン) - "Head over Heels / Broken (Live)" (R. Orzabal, Curt Smith) - 4:32
8. リスン - "Listen" (R. Orzabal, I. Stanley) - 6:54
下記7曲は1999年リマスター盤のボーナス・トラック。
9. ザ・ビッグ・チェアー - "The Big Chair" (R. Orzabal, C. Smith, I. Stanley, C. Hughes) - 3:21
10. エンパイア・ビルディング - "Empire Building" (C. Smith, R. Orzabal, I. Stanley) - 2:52
11. マローダーズ - "The Marauders" (R. Orzabal, I. Stanley) - 4:16
12. ブロークン・リヴィジテッド - "Broken Revisited" (R. Orzabal) - 5:16
13. コンフリクト - "The Conflict" (R. Orzabal, C. Smith, I. Stanley) - 4:05
14. マザーズ・トーク (U.S.リミックス) - "Mothers Talk (U.S. Remix)" - 4:13
15. シャウト (U.S.リミックス) - "Shout (U.S. Remix)" - 8:02

## カバー
- 「シャウト」は、ディスターブド『シックネス』（2000年）、nil『THE COVERING INFERNO』（2004年）といったアルバムなどで、数多くのアーティストにカバーされている。ディスターブドのヴァージョンは、タイトルが「Shout 2000」に変更されている。2010年には「サッカーワールドカップイングランド代表非公式応援ソング」として、サイモン・コーウェル・プロデュースの下、イギリスのラッパーであるディジー・ラスカルと同国のコメディアンであるジェームズ・コーデンがこの曲をモチーフにした「シャウト・フォー・イングランド」を制作、発表している。

- 「ルール・ザ・ワールド」もカバーが多く存在し、近年は、パティ・スミス『Twelve』（2007年）、ザ・バッド・プラス『Prog』（2007年）などのアルバムでカバーされている。また、2013年公開映画『ハンガー・ゲーム2』のサウンドトラックにてロードがカバーして話題となった。ロードのヴァージョンはその後、ティアーズ・フォー・フィアーズがコンサートのオープニングSEとしても使用している。

## 参加ミュージシャン
- ローランド・オーザバル - ボーカル、ギター、キーボード、ピアノ
- カート・スミス - ボーカル、ベース
- イアン・スタンリー - キーボード
- マニー・エリアス - ドラム

ゲスト・ミュージシャン
- クリス・ヒューズ - ドラム (1)
- サンディ・マクレランド - バッキング・ボーカル (1、7)
- ジェリー・マロッタ - パーカッション (2)
- ウィリアム・グレゴリー - サックス (2、5)
- メル・コリンズ - サックス (2)
- アンディ・デイヴィス - ピアノ (2、7)
- ニール・テイラー - ギター (3、6)
- スティーヴ・ランジ - バッキング・ボーカル (4)
- アニー・マッケイグ - バッキング・ボーカル (7)
- マリリン・デイヴィス - バッキング・ボーカル (7、8)